# 数密度
数密度（すうみつど）は単位体積あたりの対象物の個数を表す物理量である。
対象物の粒子数に注目したいときには、密度よりも広く用いられるが、粒子1個あたりの平均質量が分かっていれば、密度と数密度は互いに換算できる。
例えば、摂氏0度、1気圧の1モルの気体は、22.4リットルの体積中にアボガドロ数に等しい数の気体分子を含む。このときの分子数密度は、6.02×1023 / 0.0224 = 2.69×1025 m−3。また、核融合炉のプラズマの数密度は、1×1018 – 1×1019 m−3 のオーダーである。